# So Emotional
"So Emotional" – piosenka R&B stworzona na drugi album studyjny amerykańskiej piosenkarki Whitney Houston zatytułowany Whitney (1987). Wyprodukowany przez Naradę Michaela Waldena, utwór wydany został jako trzeci singel promujący krążek dnia 12 listopada 1987 roku.
Utwór zajął miejsce pierwsze listy Billboard Hot 100 i jest szóstym najlepiej notowanym w tym zestawieniu singlem Houston. Uplasował się także na pozycji trzeciej w Irlandii, piątej w Wielkiej Brytanii oraz dziewiątej w Kanadzie.

## Notowania

### Niektóre pozycje w notowaniach
| Notowanie (1987–1988)               | Poz. |
| ----------------------------------- | ---- |
| Kanada (RPM 100 Singles)            | 9    |
| Finlandia (Suomen virallinen lista) | 9    |
| Irlandia (IRMA)                     | 3    |
| Hiszpania (AFYVE)                   | 15   |
| Wlk. Brytania (UK Singles Chart)    | 5    |
| USA Black Singles                   | 5    |

### Notowania końcoworoczne
| Notowanie (1988)             | Poz. |
| ---------------------------- | ---- |
| U.S. Billboard Hot 100       | 6    |
| U.S. Black Singles           | 46   |
| U.S. Dance/Club Play Singles | 4    |

### Certyfikaty
| Państwo (Wyd.) | Certyfikat |
| -------------- | ---------- |
| USA (RIAA)     | Złoto      |